# Vätskedroppmodellen
Vätskedroppmodellen (eng. liquid drop model) är en modell inom kärnfysiken, där man betraktar en atomkärna som en droppe av en icke sammantryckbar "vätska" bestående av nukleoner sammanhållna av starka växelverkanskraften.
Detta är en grov modell och beskriver inte alla egenskaper hos kärnan, men den är en fungerande modell för att förklara den sfäriska formen hos kärnan.
Vätskedroppmodellen ger även förutsägelser för fission (kärnklyvning). Om man med hjälp av vätskedroppmodellen beräknar skillnaden i bindningsenergi som behövs för att förändra droppens form så pass mycket att den kan delas itu får man ett värde på den rörelseenergi en neutron måste ha för att kunna klyva en kärna. 